# Strelétskie Khutorà
Strelétskie Khutorà (en rus: Стрелецкие Хутора) és un poble de l'óblast de Lípetsk, a Rússia, que el 2011 tenia 1.477 habitants. Pertany al districte rural d'Úsman.